# Норильско-Таймырская энергетическая компания
Норильско-Таймырская энергетическая компания (официально на русском языке AO «Норильско-Таймырская энергетическая компания» или АО «НТЭК») — генерирующее предприятие, обеспечивающее водой, тепловой и электрической энергией жизнедеятельность населения трех городов (Норильск, Дудинка, Игарка), двух посёлков (Светлогорск и Снежногорск), а также всех предприятий Норильского промышленного района. Система изолирована от Единой энергетической системы России, что, вместе с суровыми погодными условиями в регионе, заставляет работать с увеличенными нормативами по надежности и живучести.
Установленная электрическая мощность тепловых электростанций составляет 1205 МВт. Суммарная установленная мощность всех электростанций АО «НТЭК» — 2286 МВт. Электростанции АО «НТЭК» вырабатывают более 9 млрд. кВт⋅час электроэнергии в год. Отпуск тепловой энергии теплоэлектроцентралями в совокупности с их пиковыми котельными, котельными ПТЭС г. Дудинки и котельной № 1 г. Кайеркана составляет 13 525 000 Гкал. в год.

## Общие сведения
Норильско-Таймырская энергетическая компания была создана для управления автономной энергосистемой Норильского промышленного района. Особенностью этой энергосистемы является то, что основным потребителем являются предприятия Норильского промышленного района.
Норильский никель и его добывающие филиалы расположены в разных частях Большого Норильска.
АО «НТЭК» была создана как операционная компания, которой при создании в аренду переданы энергетические активы ПО «Норильскэнерго» (дочернее предприятие ПАО «ГМК „Норильский никель“») и ОАО «Таймырэнерго».
Датой создания предприятия считается 14 июня 2005 года, дата государственной регистрации АО «НТЭК» в Инспекции ФНС России по Норильску Красноярского края. Предприятие создавалось с долевым участием предприятий:
- доля РАО «ЕЭС России» 49 %,
- доля ПАО «ГМК „Норильский никель“» 51 %.

Первым генеральным директором предприятия по решению собрания учредителей был избран Евгений Абрамов, перешедший с должности начальника Управления развития энергетического комплекса ОАО «ГМК „Норильский никель“».
11 мая 2007 года ПАО «ГМК „Норильский никель“» выкупило у РАО «ЕЭС России» оставшиеся 49 % акций АО «Норильско-Таймырская энергетическая компания».
Сумма сделки составила 26,924 млн руб., после чего доля участия «Норильского никеля» в ОАО «НТЭК» составила 100 %.
29 мая 2020 года в Кайеркане на ТЭЦ-3 произошёл разлив топлива, было загрязнено более 180 тыс. м². Из резервуара вылились более 21 тысячи тонн дизельного топлива и попали в реки Амбарная и Далдыкан. 3 июня на территории Красноярского края из-за розлива была объявлена чрезвычайная ситуация федерального масштаба. Предельно допустимая концентрация вредных веществ в воде реки Амбарной к 3 июня превысила норму в 10 000 раз.
14 января 2021 года Енисейское управление Ростехнадзора назначило Норильско-Таймырской энергетической компании максимально возможный штраф в размере 1 млн руб. после аварии на ТЭЦ-3 в Норильске. Штраф вынесен по ч. 3 ст. 9.1 КоАП РФ (грубое нарушение требований промышленной безопасности или грубое нарушение условий лицензии на осуществление видов деятельности в области промышленной безопасности опасных производственных объектов).
5 февраля 2021 года Арбитражный суд Красноярского края частично удовлетворил иск Енисейского управления Росприроднадзора о взыскании с АО «Норильско-Таймырская энергетическая компания» (НТЭК, дочернее предприятие ГМК «Норникель») ущерба за разлив нефтепродуктов в Норильске. Суд взыскал с НТЭК 146 млрд руб.